# Atropa
Atropa is de botanische naam van een geslacht van planten uit de nachtschadefamilie (Solanaceae).
De bekendste vertegenwoordiger van dit geslacht is de wolfskers (Atropa belladonna), die ook in de Benelux voorkomt. Het geslacht is genoemd naar een van de drie Schikgodinnen uit de Griekse mythologie, degene die de draad des levens doorsneed.
Alle plantendelen, in het bijzonder de zwarte bessen, bevatten het alkaloïde atropine en zijn zeer giftig.

## Externe link

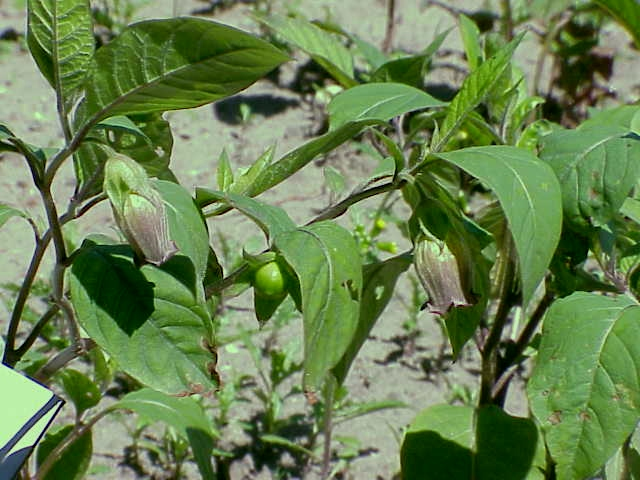

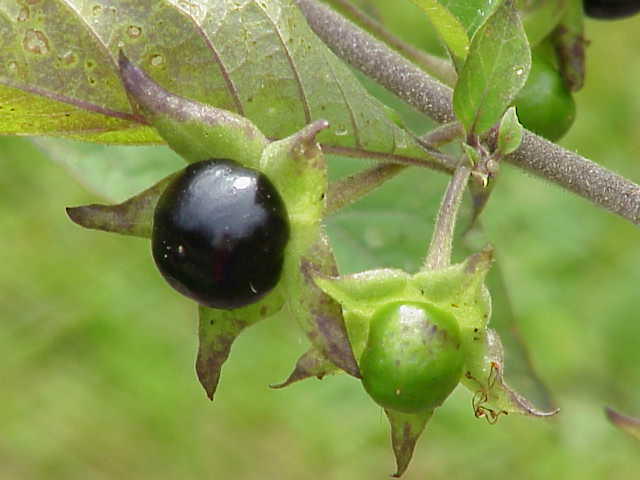

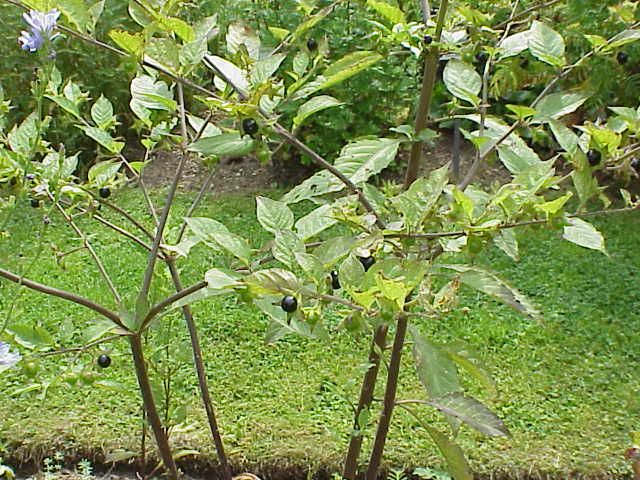